# Buzura nephelistis
Buzura nephelistis là một loài bướm đêm trong họ Geometridae.